# Vulpecula
Vulpecula, la Raposa o la Zorra es una pequeña constelación del norte ubicada en medio del Triángulo de verano, al norte de Sagitta y Delphinus. No contiene ninguna estrella de magnitud inferior a 4.

## Características destacables

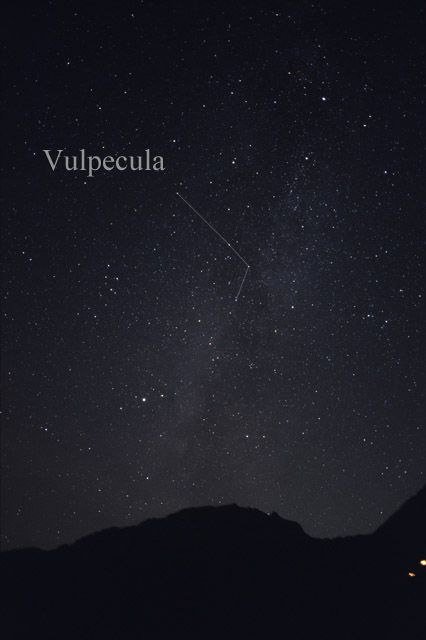
Constelación de Vulpecula

Pese a carecer de estrellas brillantes —α Vulpeculae, la más brillante, apenas alcanza magnitud 4,4— en esta constelación han tenido lugar algunos de los hitos clave de la astronomía.
Entre ellos cabe destacar el descubrimiento en 1967 del primer púlsar, PSR B1919+21, localizado en Vulpecula; antes de que la naturaleza de la señal fuese determinada, los investigadores, Jocelyn Bell y su supervisor Ph.D. Antony Hewish, consideraron seriamente la posibilidad de que fuera una señal procedente de vida extraterrestre.
También PSR B1937+21, el primer púlsar de milisegundos descubierto (en 1982), se localiza a solo unos pocos grados de PSR B1919+21.
α Vulpeculae, que recibe el nombre de Anser, es la única estrella con denominación de Bayer en la constelación. Es una gigante roja de tipo espectral M0.5IIIb con una temperatura efectiva de 3863 K y una luminosidad 555 veces mayor que la del Sol. Se encuentra a 291 años luz de la Tierra.
23 Vulpeculae y 31 Vulpeculae, segunda y cuarta estrellas más brillantes, son gigantes amarillo-naranjas de tipo espectral K3III y G7III respectivamente. La primera es 375 veces más luminosa que el Sol y la segunda 54 veces más. Esta última es una binaria espectroscópica con un período orbital de 1860 días.
Algo más tenue, 30 Vulpeculae es también una gigante naranja de tipo K1III e igualmente una binaria espectroscópica, siendo su período orbital de 2506 días.
De magnitud 4,65, NT Vulpeculae es una gigante blanca de tipo A4III y variable Alfa2 Canum Venaticorum. Ligeramente menos brillante, QR Vulpeculae es una estrella de tipo B3V y una variable Gamma Cassiopeiae que presenta fluctuaciones de brillo de 0,2 magnitudes.
T Vulpeculae, U Vulpeculae y SV Vulpeculae son tres cefeidas cuyos períodos son de 4,4355, 7,9907 y 45,01 días respectivamente; SV Vulpeculae es una estrella muy distante —situada a unos 7900 años luz aproximadamente— de gran luminosidad, equivalente a 28 000 soles.
Z Vulpeculae es una binaria eclipsante compuesta por una estrella blanco-azulada de la secuencia principal de tipo B4V y una gigante blanca de tipo A3III; durante el eclipse principal, el brillo de Z Vulpeculae decae 1,65 magnitudes, mientras que en el secundario la disminución es de solo 0,33 magnitudes.
Por el contrario, EP Vulpeculae es una fría estrella de tipo S con una luminosidad 4000 veces mayor que la del Sol. Es una variable irregular cuyo brillo fluctúa 3,7 magnitudes.
HD 188015 y HD 189733 son dos estrellas en la constelación con sistemas planetarios. El planeta que orbita esta última estrella, HD 189773 b, contiene cantidades significativas de agua en su atmósfera, así como oxígeno y metano, y en su superficie hay vientos de hasta hasta 8700 km/h, siete veces la velocidad del sonido; su color azul cobalto no proviene del reflejo del agua como en la Tierra, sino de una atmósfera brumosa y quemada que contiene nubes altas cubiertas de partículas de silicato.
El planeta que gira en torno a HD 188015, presumiblemente un gigante gaseoso, lo hace en la zona de habitabilidad de la estrella y emplea 461,2 días en completar una órbita.
Otro objeto de interés es Gliese 794, una de las enanas blancas más calientes y jóvenes a menos de 20 pársecs del sistema solar. Tiene una temperatura de 20 700 K y una edad estimada —como remanente estelar— de solo 60 millones de años.
También en Vulpecula se encuentra GJ 4166, la enana blanca menos masiva de nuestro entorno, con una masa equivalente al 25 % de la masa solar.

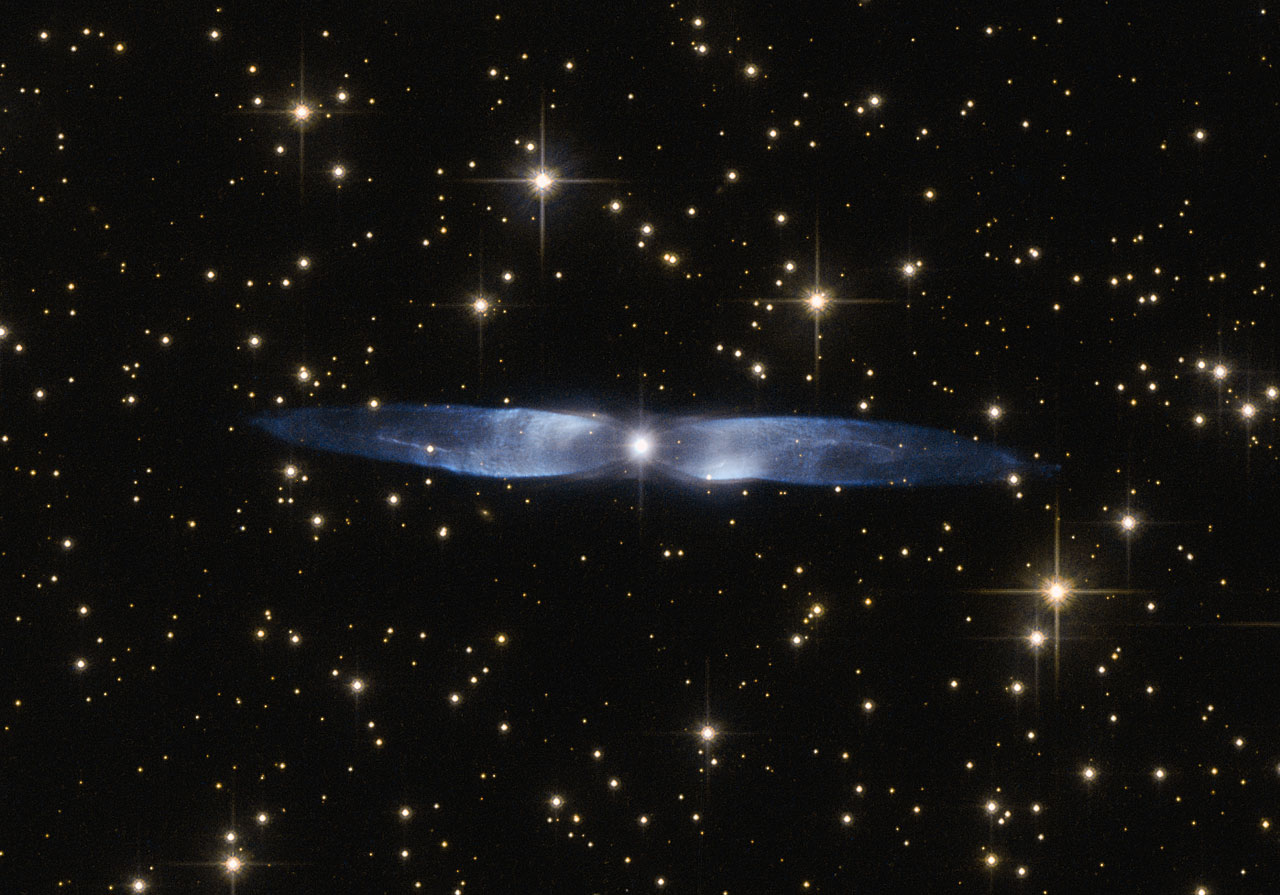
Nebulosa planetaria Hen 2-437 (Créditos: ESA/Hubble & NASA)

Entre los objetos de cielo profundo, destaca la nebulosa planetaria M27 o Nebulosa Dumbbell, la primera nebulosa de este tipo que fue descubierta, siendo descrita por Charles Messier en 1764. Su estrella central, una enana blanca, tiene un radio estimado igual al 5,5% del radio solar y es la enana blanca más grande que se conoce. De acuerdo a la paralaje medida por el observatorio espacial GAIA, M27 se encuentra a 1230 años luz de la Tierra.
Otra nebulosa planetaria observable en Vulpecula es Hen 2-437, nebulosa bipolar donde el material expulsado por la estrella moribunda se ha extendido formando dos lóbulos azules simétricos.

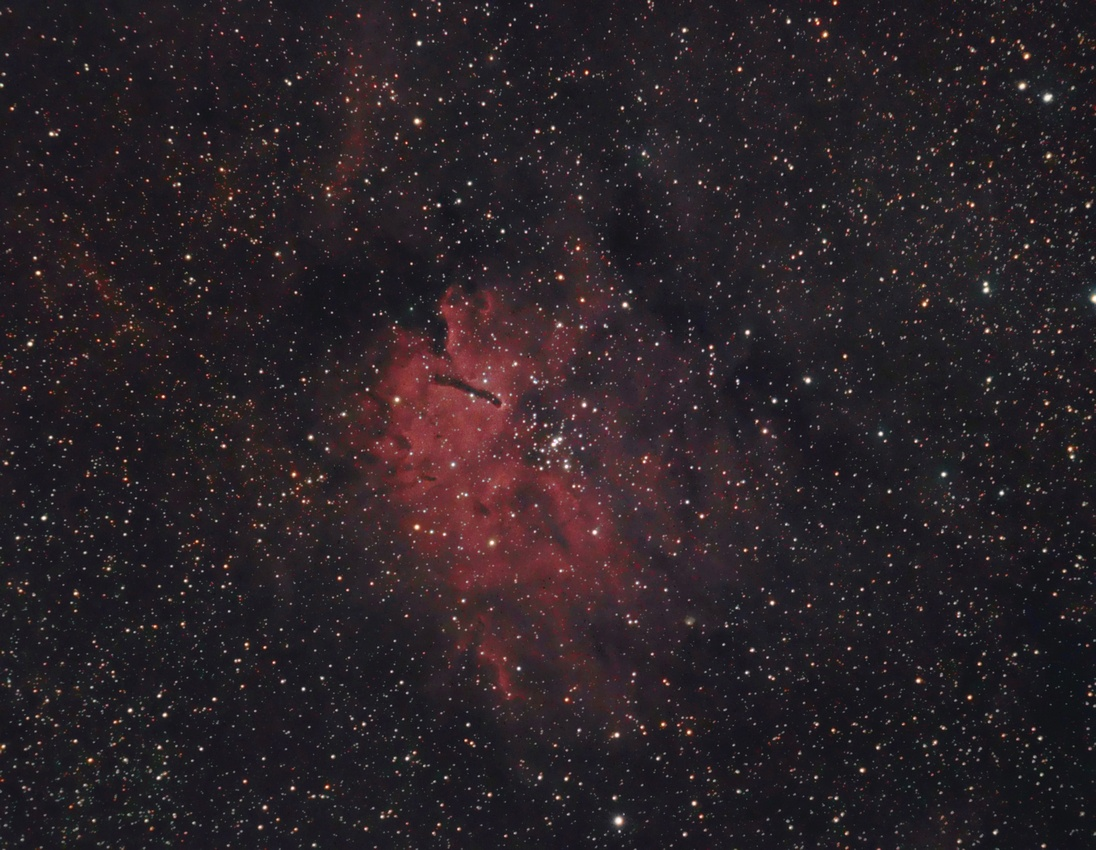
Cúmulo abierto NGC 6823 rodeado por la nebulosa de emisión Sharpless 2-86

NGC 6820 es una nebulosa de emisión que rodea al cúmulo abierto NGC 6823, formado hace unos diez millones de años y en el cual destacan sus estrellas azules jóvenes. Se encuentra a unos 6000 años luz de la Tierra.
NGC 6885 es otro cúmulo abierto más antiguo, pues tiene una edad aproximada de 125 millones de años, situado a 4700 años luz.
SNR G057.2+00.8 es un resto de supernova que contiene el magnetar SGR J1935+2154, cuyo período de rotación es de 3,24 segundos. Descubierto en 2014, se han observado cuatro episodios activos desde su descubrimiento hasta 2016.
En Vulpecula también se puede observar la galaxia elíptica NGC 7052. Con el telescopio Hubble se ha descubierto un grueso disco de polvo de 3700 años luz de diámetro que puede ser el remanente de una colisión galáctica en el pasado.
La parte este de Vulpecula está ocupada por la Gran Muralla de Hércules-Corona Boreal. Es un filamento galáctico con una longitud de 3 000 megapársecs, siendo la estructura más grande del universo observable.

## Estrellas principales
- α Vulpeculae (Anser), de magnitud visual 4,44, una gigante roja a 291 años luz del sistema solar.
- 1 Vulpeculae, subgigante blanco-azulada de magnitud 4,76.
- 3 Vulpeculae, gigante azul de magnitud 5,22; es una estrella B pulsante lenta (SPB).
- 13 Vulpeculae, tercera estrella más brillante de la constelación con magnitud 4,58; es una estrella doble cuya componente principal es una gigante blanco-azulada.
- 15 Vulpeculae (NT Vulpeculae), variable del tipo Alfa2 Canum Venaticorum, estrella de color blanco.
- 21 Vulpeculae (NU Vulpeculae), variable Delta Scuti de magnitud 5,20.

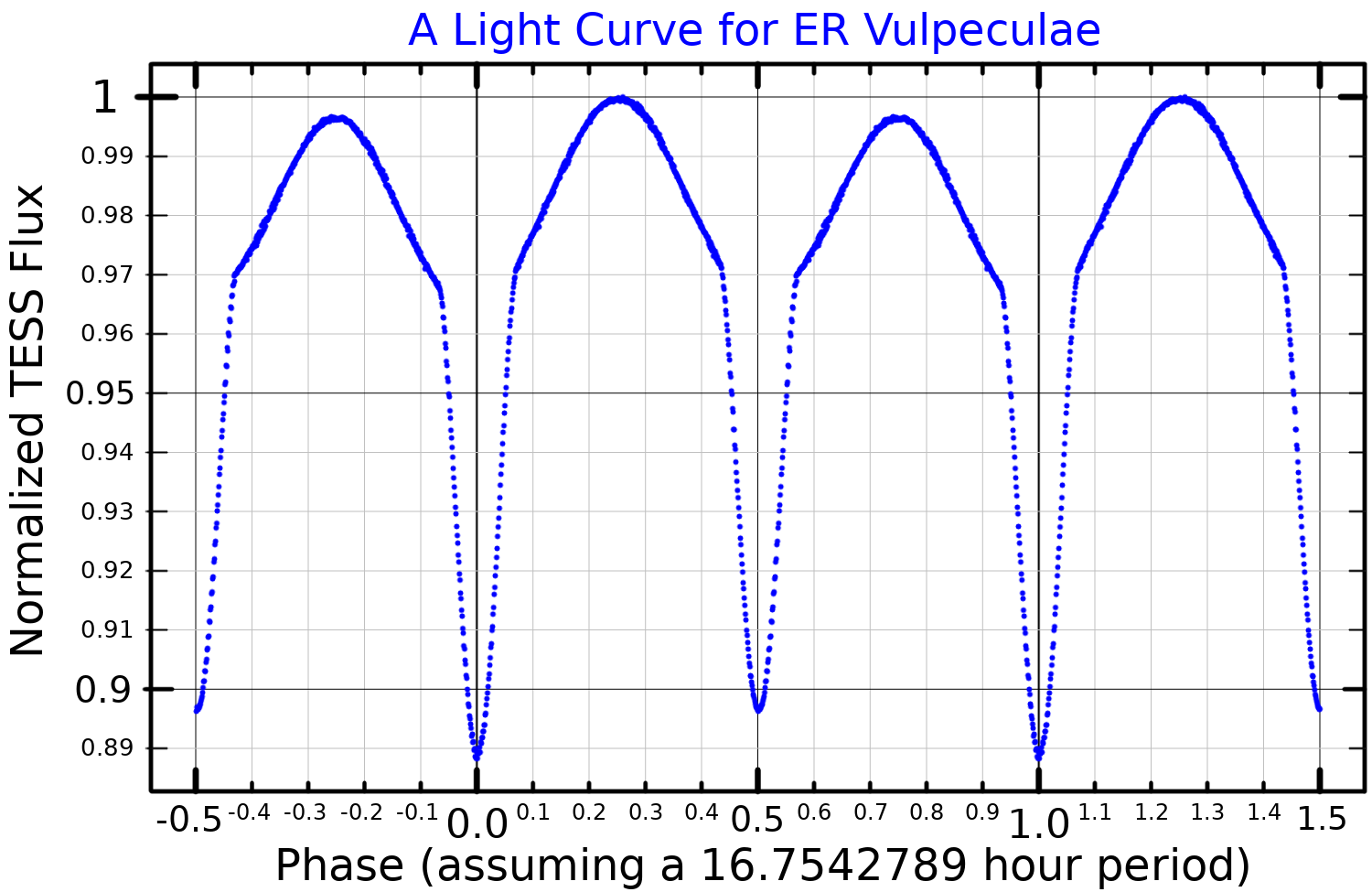
Curva de luz de la binaria eclipsante ER Vulpeculae (a partir de datos de TESS)

- 23 Vulpeculae, la segunda estrella en brillo con magnitud 4,52, una gigante naranja.
- 28 Vulpeculae, subgigante blanco-azulada de magnitud 5,04.
- 29 Vulpeculae, estrella blanca de magnitud 4,82.
- 30 Vulpeculae, gigante naranja y binaria espectroscópica de magnitud 4,93.
- 31 Vulpeculae, gigante amarilla de magnitud 4,58.
- T Vulpeculae, variable cefeida cuyo brillo oscila entre magnitud 5,41 y 6,09 en un período de 4,4355 días.
- U Vulpeculae, también variable cefeida; su brillo varía entre magnitud 6,73 y 7,54 en un período de 7,9907 días.
- Z Vulpeculae, binaria eclipsante de brillo variable entre magnitud 7,25 y 8,90.

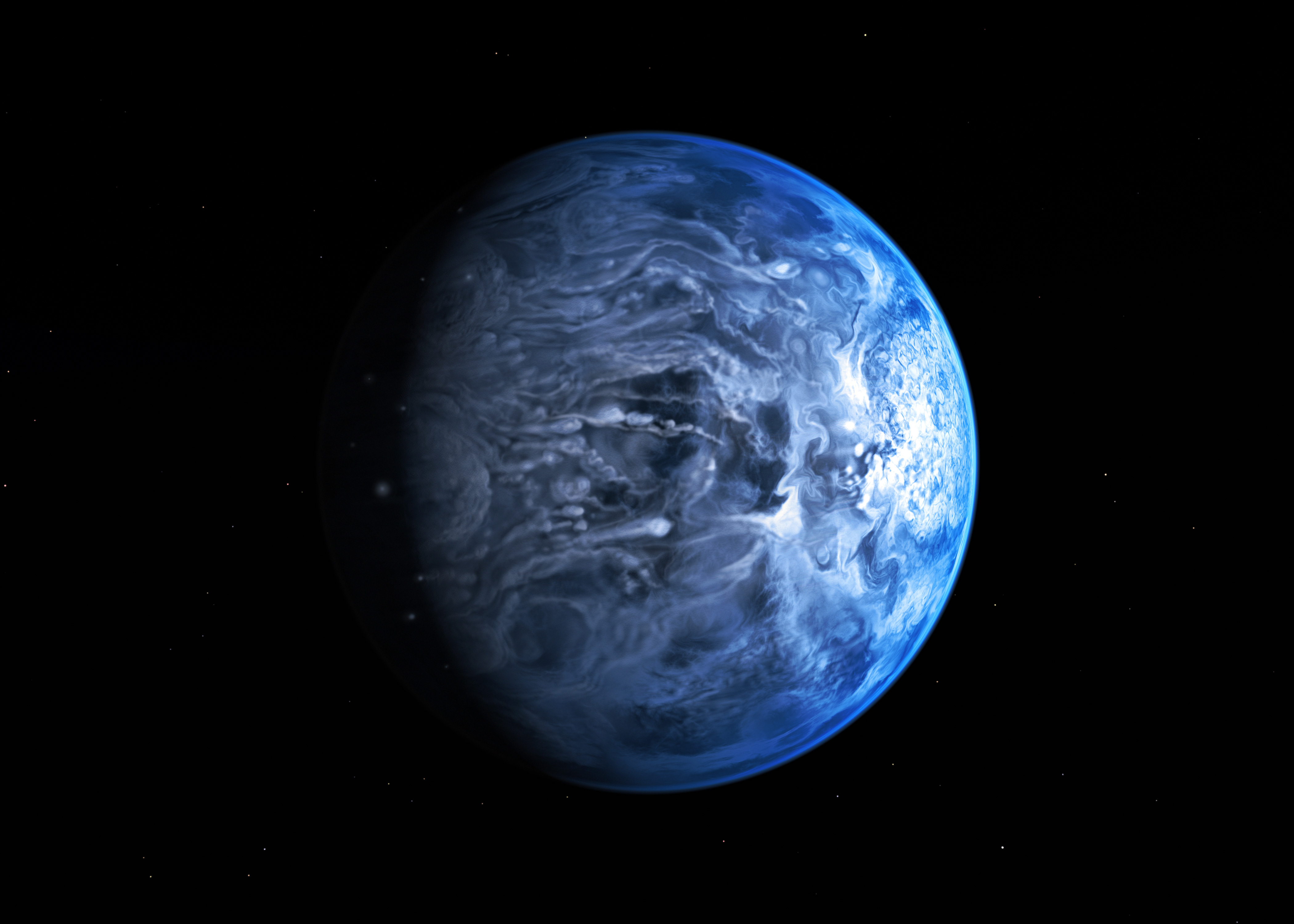
Concepción artística del planeta HD 189733 b, después de la confirmación (en 2013) del color azul de este planeta

- RR Vulpeculae, binaria eclipsante de magnitud 10,00.
- SV Vulpeculae, distante cefeida de largo período (45,01 días).
- WW Vulpeculae, joven estrella Herbig Ae rodeada por un disco circunestelar.
- EP Vulpeculae, estrella de tipo S y variable irregular.
- ER Vulpeculae, binaria eclipsante con actividad cromosférica de magnitud 7,36.
- PY Vulpeculae, enana blanca pulsante, una de las más brillantes de este grupo.
- QR Vulpeculae, variable de magnitud aparente media 4,76.
- HD 189733, una estrella amarillo-naranja de la secuencia principal con un planeta gigante gaseoso muy próximo a la estrella.
- HD 188015, una estrella subgigante amarilla a 172 años luz, con un planeta en la llamada zona habitable.
- Gliese 794, enana blanca caliente de magnitud 11,55 compuesta fundamentalmente de hidrógeno. Está situada a 48 años luz de la Tierra.
- WR 126, peculiar y distante estrella de Wolf-Rayet que puede estar a más de 14 000 años luz.
- PSR B1919+21, el primer púlsar descubierto en el año 1967 por Jocelyn Bell y Antony Hewish, con un intervalo de 1,3373 s.

## Objetos de cielo profundo

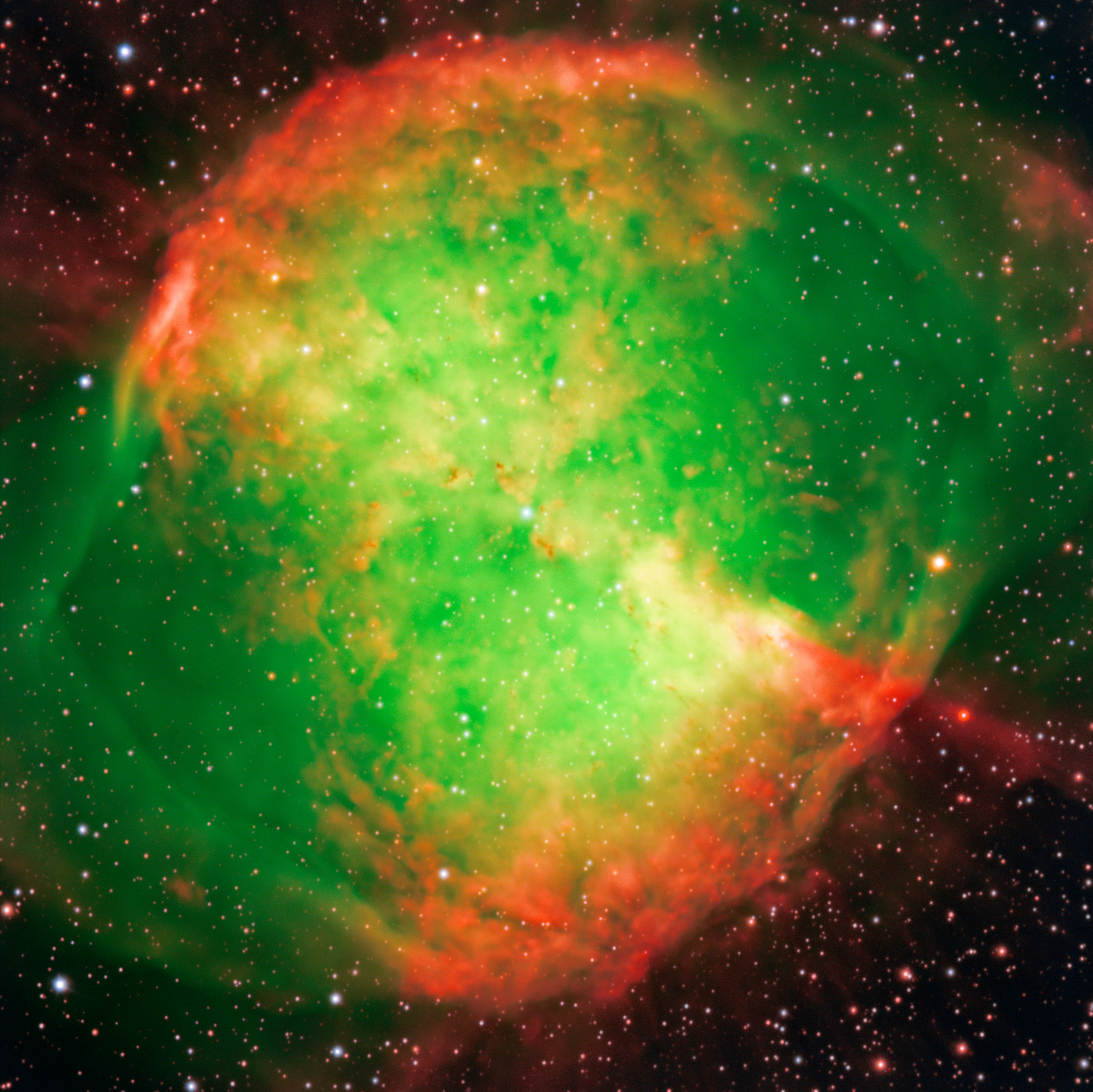
Imagen de M27 obtenida por el VLT del European Southern Observatory

- Nebulosa planetaria M27 o Nebulosa Dumbbell, de magnitud 7,5, la primera nebulosa planetaria descubierta. Tiene una edad estimada de 9800 años.[32][33] Está aproximadamente a 1230 años luz de distancia de la Tierra.
- NGC 6820, nebulosa de emisión que rodea al cúmulo abierto NGC 6823, ubicado cerca de M 27.
- NGC 6885, cúmulo abierto distante 4700 años luz.
- NGC 7052, galaxia elíptica. De magnitud aparente 13,4, está aproximadamente a 191 millones de años luz de distancia. Esta galaxia es una importante radiofuente.
- Asterismo Collinder 399, conocido también como «La Percha» debido a su forma. En el pasado este objeto fue catalogado como un cúmulo abierto por Per Collinder (1931); sin embargo, diversos estudios independientes desde 1998 han determinado que el objeto no es un verdadero cúmulo en absoluto, sino simplemente una alineación casual de estrellas.
- Resto de supernova SNR G057.2+00.8; alberga en magnetar SGR J1935+2154, el más activo que se conoce.

## Historia

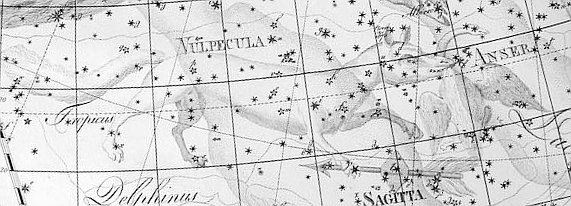
Vulpecula et Anser en la Uranographia.

Esta constelación, ideada por Johannes Hevelius en 1690, no se encuentra asociada a ninguna leyenda interesante ni a referencia mitológica alguna. Inicialmente se la llamó Vulpecula Cum Anser, la Zorra con el Ganso, pero actualmente se conoce simplemente como Vulpecula (la Zorra).